# Терепча
Терепча (пол. Trepcza) — село в Польщі, у гміні Сянік Сяноцького повіту Підкарпатського воєводства.
Населення — 1064 особи (2011).

## Історія
Згадується в 1339 р. князем Юрієм II Болеславом. Входило до Галицько-Волинського князівства, далі — Сяніцької землі Руського воєводства. За податковим реєстром 1565 р. в селі було 28 кметів з численними податками і повинностями, 3 служники для сторожі лісу і піп (отже, вже була церква).
У 1801 р. в селі згоріли плебанія і церква, в 1807 р. була зведена й освячена нова церква Усп. Пр. Богородиці.
У 1882 році село нараховувало 118 будинків і 697 мешканців (661 греко-католик, 12 римо-католиків і 24 юдеї), була парафіяльна мурована греко-католицька церква Усп. Пр. Богородиці 1807 р., належала до Сяніцького деканату Перемишльської єпархії.
В 1936 р. була окрема парафія, яка налічувала 821 парафіянина (також були 18 римо-католиків) та належала до Сяніцького деканату Апостольської адміністрації Лемківщини. Метричні книги велися від 1781 р.
На 1 січня 1939-го в селі з 920 жителів було 880 українців і 40 поляків. Село належало до Сяніцького повіту Львівського воєводства.
Після Другої світової війни українське населення було піддане етноциду. Частина переселена на територію СРСР в 1945-1946 рр. Родини, яким вдалось уникнути виселення, в 1947 році під час Операції Вісла були депортовані на понімецькі землі, на їх місце поселили поляків. Церква використовувалась під костел у 1946-2000 рр., зараз пустує.
У 1975-1998 роках село належало до Кросненського воєводства.

## Персоналії
- Опарівський Василь — священик УГКЦ, капелан Восьмої Самбірської бригада УГА. Служив парохом у селі.

## Археологія
На території села на горі Файка знайдено два городища:
- Городище — наявні рештки поселень культури Отомань (коло 1500 р. до н.е.), кельтської культури (II ст. до н.е.) та домонгольського Сяніка.
- Городна — рештки городища VIII-XIII ст. та церкви, ймовірно, є літописним городом Сянік.

## Демографія
Демографічна структура станом на 31 березня 2011 року:
|          | Загалом | Допрацездатний вік | Працездатний вік | Постпрацездатний вік |
| -------- | ------- | ------------------ | ---------------- | -------------------- |
| Чоловіки | 530     | 116                | 377              | 37                   |
| Жінки    | 534     | 121                | 314              | 99                   |
| Разом    | 1064    | 237                | 691              | 136                  |